# Jirlău
Jirlău là một xã thuộc hạt Brăila, România. Dân số thời điểm năm 2002 là 3448 người.